# Georges de Geel
Georges de Geel (Adrien Willems), né à Oevel (Belgique) en 1617 et mort à Ngongo Bata (dans l'actuelle République démocratique du Congo) en 1652, et une frère capucin, missionnaire et martyr. Il a réalisé une copie du premier dictionnaire latin-espagnol-kikongo, rédigé par Buenaventura de Sardegna, un capucin espagnol natif de Nuoro qui faisait partie de la première mission des Capucins en 1645.
Il est aussi appelé, dans certains manuscrits du XVIIe, sous "le travestissement italien" Giorgio Fiamengo da Tela.

## Biographie

### Contexte historique
Les capucins et les jésuites constituent les deux ordres majeurs de la réorganisation religieuse des Pays-Bas espagnols, c'est-à-dire de la politique menée par Philippe II d'Espagne pour éradiquer le protestantisme et installer le catholicisme du concile de Trente, sur le territoire de l'actuelle Belgique. Forts de cet appui du pouvoir, les quatre capucins arrivés à Anvers en 1583, sont passés à six cent quatre-vingt-dix-neuf en 1616, si bien qu'il a fallu distinguer une province flamande et une province wallonne. D'autre part, depuis 1580, Philippe II a annexé le Portugal et les colonies de celui-ci, parmi lesquelles figure le royaume de Kongo. Celui-ci a connu une première évangélisation par les Portugais dès 1491, mais le roi d'Espagne désire rompre avec le caractère strictement portugais de cette évangélisation, ainsi que réactiver l'élan missionnaire en renforçant les effectifs. C'est pourquoi il sollicite de la Sacrée Congrégation pour la Propagation de la Foi, seule habilitée à désigner les missionnaires depuis 1622, la permission d'envoyer des prêtres au Kongo. Ainsi, de 1645 à 1835, des capucins italiens et espagnols vont se dédier à la mission en sillonnant l'intérieur du pays. La particularité de cette deuxième vague d'évangélisation, tient dans l'intérêt porté aux mœurs et coutume du pays. Il en est résulté une série de documents sur le royaume de Kongo, mais également des catéchismes et des manuels de prière en kikongo. C'est dans ce contexte que Georges de Geel et ses compagnons vont réaliser le premier dictionnaire latin-espagnol-kikongo.

### Les années de formation

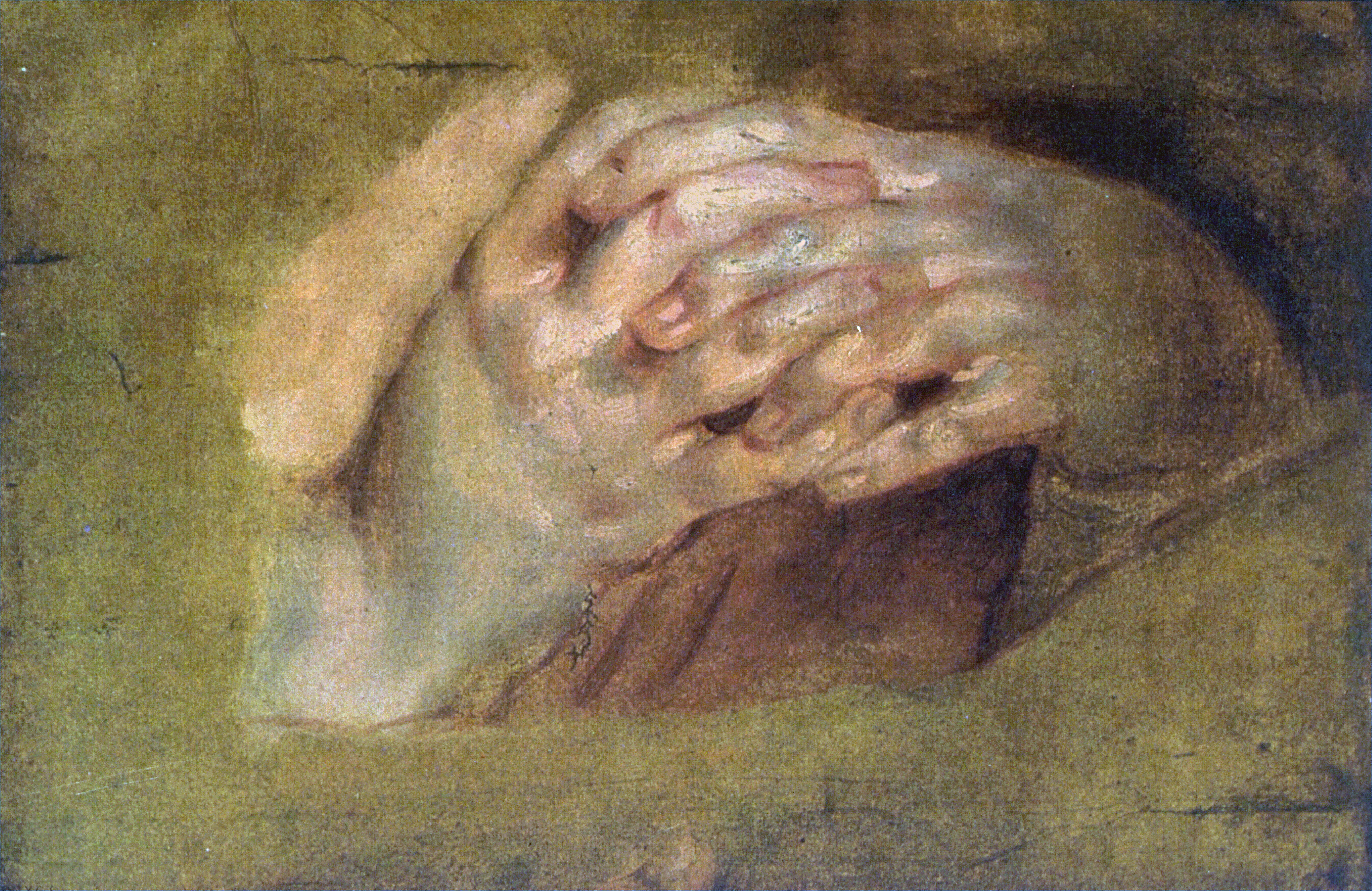
Pierre-Paul Rubens (1577-1640)

Adrien Willems est né à Oevel, près de Geel, en Campine, dans les Pays-Bas espagnols, le 8 août 1617, de Melchior Willems et Anne Tysmans. La famille est aisée, mais le contexte social est pénible : épidémies de peste, reprise des hostilités avec les Hollandais en 1621, tracasseries de la soldatesque et pressions des calvinistes sur les catholiques, au point que le séminaire de Bois-le-Duc a été fermé. Aussi, lorsqu'à l'issue de ses études secondaires à l'abbaye de Tongerloo, Adrien se destine à la prêtrise, il doit se rendre à l'université de Louvain pour le cursus de philosophie, et au séminaire d'Anvers pour la théologie. C'est dans la cathédrale de cette ville, qu'il reçoit le sous-diaconat, le 21 septembre 1641, et l'ordination sacerdotale, le 15 mars 1643. Entre ces deux dates, le désir s'est levé en lui de devenir missionnaire. C'est pourquoi, le 11 novembre 1642, il a pris l'habit chez les capucins d'Anvers, recevant le nom de Georges, suivi de son lieu d'origine : Geel.

### Le projet missionnaire
Entre décembre 1646 et mars 1647, il profite de la visite du Général de l'Ordre, Innocent de Caltagione, pour solliciter un envoi en mission, mais celui-ci lui signifie que la décision reste au seul pouvoir de Rome. Justement, le 19 mars 1648, le pape Innocent II reçoit les ambassadeurs de Garcia II, roi du Kongo, qui réclame des missionnaires. Le 8 juin, dans les bureaux de la Propaganda Fidei, on signe les documents qui doivent envoyer des capucins belges en mission. En septembre, Georges de Geel et quatre de ses compatriotes se retrouvent à Cadix, pour l'embarquement vers le royaume de Kongo, mais certains différends diplomatiques retardent leur départ. Au début de 1649, ils sont à Madrid, se dévouant au service des victimes de la peste qui y sévit. Enfin, le 3 avril 1650, ils prennent le départ, pour aborder aux rives du Kongo, le 13 juin, après avoir essuyé une tempête et l'attaque de pirates hollandais.

### Les années de mission

#### À Soyo
Les capucins flamands arrivent dans la rade de Pinda, actuel Sao Antonio do Zaïre, le 29 juin 1650. Pinda fait partie de la province de Soyo. Georges et ses compagnons s'y établissent, travaillant à l'hospice et rencontrant, de temps à autre, des calvinistes hollandais à la factorerie. Seulement, le climat tropical et la rareté des vivres, sans compter l'observance des règles religieuses occidentales (bure épaisse, pieds nus, jeûnes obligatoires) ont vite raison de leur santé : les multiples saignées ne parviennent pas à sauver le P. Erasme de Furnes, qui meurt le 1er octobre 1651. Georges met alors deux semaines pour rallier Sao Salvador, capitale du royaume, dont le climat est réputé plus salubre.

#### À Sao Salvador
En ces années-là, le royaume de Kongo glisse vers son déclin, et la mission de Sao Salvador perd de son importance au profit de Luanda, en Angola. Georges y découvre une communauté capucine en assez mauvaise posture, souffrant de la température et de la faim, en butte aux calomnies, depuis que se sont détériorées les relations entre les missionnaires et le roi Ndo Ngalassia Ier, retourné au culte des fétiches. Là encore, le capucin se dévoue à l'hospice, mais surtout il apprend de ses confrères les méthodes d'évangélisation, ainsi que les coutumes et la langue du pays. C'est dans ce cadre qu'il entreprend de rédiger le premier dictionnaire latin-espagnol-kikongo, dont le manuscrit, conservé à Rome, connaîtra deux rééditions au XIXe siècle.

#### À Matari
L'année 1652 voit la réconciliation avec le roi et la reprise des activités missionnaires. Georges est envoyé à Matari, dans la province de Nsundi, une région déjà traversée par les capucins, mais les chrétiens qu'il y rencontre restent tentés par le fétichisme. Le 12 février, il visite les villages environnants, pour être de retour à Matari, le 31 mars. Le 23 mai, il se dirige vers l'Inkisi, en passant par Ngongo Mbata. Il passe deux mois et demi dans cette région, où il célèbre quotidiennement la messe, distribue la communion, baptise, confesse et convertit huit calvinistes, puis il retourne à Matari pour l'Assomption, avant de gagner Sao Salvador, où il rencontre le nouveau préfet, le P. Hyacinthe de Vetrella. Ses succès à Matari engagent les autorités de l'Ordre à lui confier une nouvelle résidence dans le centre plus important de Ngongo Mbata.

#### À Ngongo Mbata
La province de Mbata avait été évangélisée dès le début du XVIe siècle. Cependant, faute de missionnaires, le christianisme y dépérissait, jusqu'à l'arrivée de deux capucins espagnols en 1648. Georges, dont le flamand est la langue maternelle, convient particulièrement pour cette province souvent traversée par des Hollandais. En septembre 1652, il entreprend donc de parcourir le district, et passe ainsi par Ulolo, un village où demeure une population semi-chrétienne. Il y dépose des ornements sacrés, puis retourne prendre un reste de bagage à Matari, en prévision de son installation à Ngongo Mbata. De retour à Ulolo, à la fin novembre, il découvre les chrétiens s'y adonnent à des pratiques fétichistes. Tout à son indignation, il les rappelle avec véhémence à leur devoir, et jette au feu les fétiches. Le prêtre féticheur le frappe alors de son gourdin et le désigne à la vindicte publique. Georges de Geel est lapidé par les villageois. Lorsqu'il s'écroule, ils s'enfuient et le laissent pour mort. Un peu plus tard, toutefois, par peur du châtiment, ils le transportent, grièvement blessé, jusqu'à Ngongo Mbata, où un confrère le soigne tant bien que mal, avant de lui administrer les sacrements. Il meurt, le 8 décembre 1652, ayant pardonné à ses bourreaux. Il est enterré dans le cimetière de la ville. Quand il apprit l'affaire, le roi Ndo Ngalassi II ordonna le sac du village des meurtriers et la mise à mort des habitants. Si les missionnaires parvinrent à le dissuader, la décision n'en fut pas moins prise de faire désormais accompagner ceux-ci par des esclaves, ce qui tend à prouver que ce violent rejet du christianisme n'était pas un cas isolé.

## Spiritualité
Au Kongo, les capucins ont propagé la dévotion à saint Antoine de Padoue, pour des raisons particulières. D'abord, parce que ce saint des origines de l'ordre franciscain, né à Lisbonne (1195) et mort à Padoue (1231), assurait la cohésion du groupe missionnaire, partagé entre les influences portugaise, espagnole et italienne. Ensuite, parce qu'Antoine de Padoue avait réalisé des missions en Afrique du Nord, du vivant de saint François d'Assise. Enfin, parce que cette dévotion pouvait être assimilée au culte africain des ancêtres : ce syncrétisme se retrouvera d'ailleurs, au XVIIIe siècle, dans la secte congolaise, dit "des Antoniens".